# مصفاة الدقم

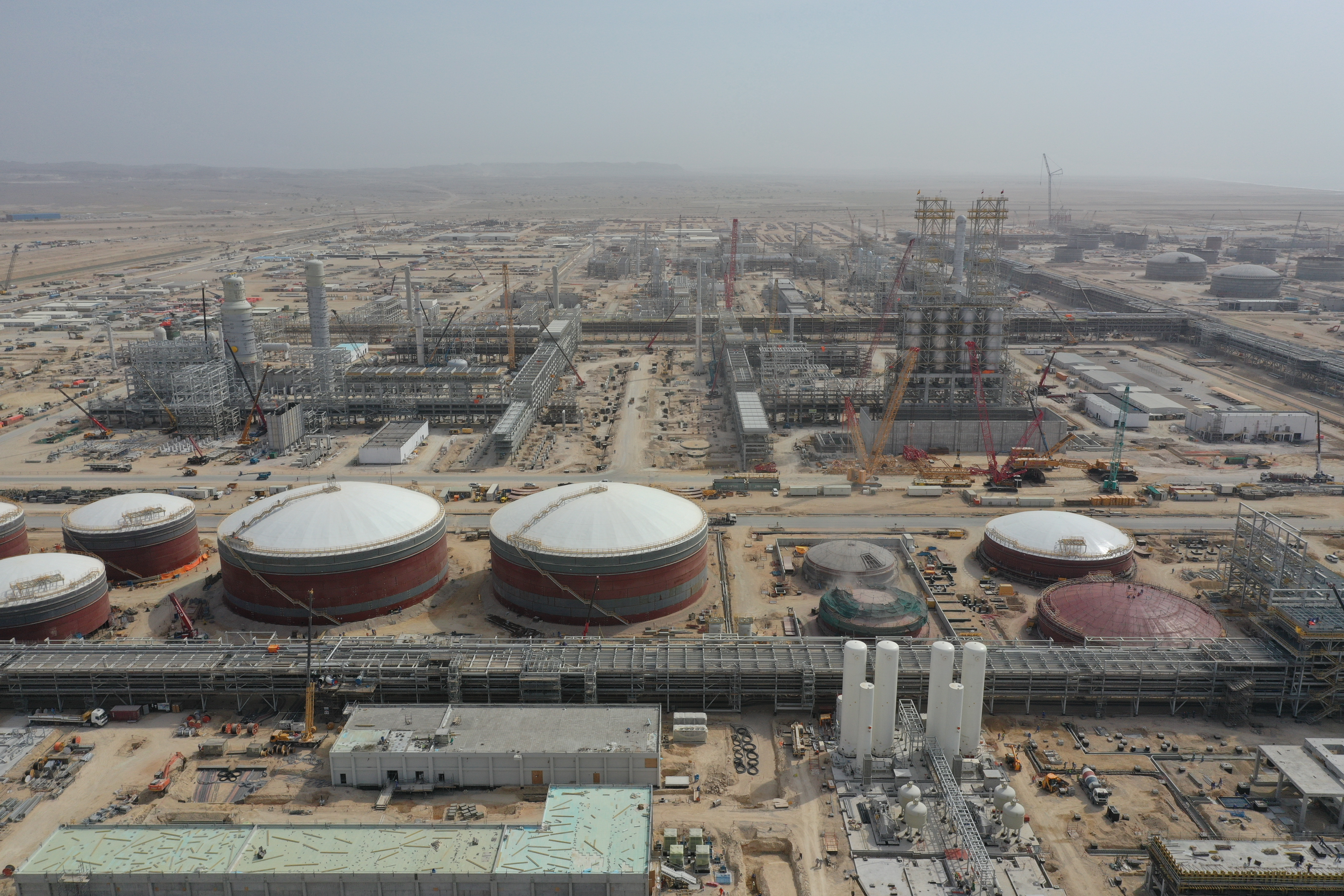
مصفاة الدقم والصناعات البتروكيماوية: شراكة عمانية كويتية في تكرير النفط والبتروكيماويات

مصفاة الدقم والصناعات البتروكيماوية هو مشروع استثماري  في المصافي وقطاع البتروكيماويات بين دولة الكويت وسلطنة عُمان بحصة 50% لكل منهما، وقد صُممت مصفاة تكرير النفط الخام الثقيل لتكون قادرة على معالجة مجموعة من الزيوت الخام المختلطة، بالإضافة إلى وجود مرفق تكسير وحدات الهايدروكربون والفحم
والمصفاة هو شراكة عمانية كويتية بين شركة أوكيو العمانية وشركة البترول الكويتية العالمية 

## مساحة المصفاة
تمتد المصفاة على مساحة تبلغ 900 هكتار (أكثر من 2000 فدّان)، أمّا طاقتها الإنتاجية فتبلغ طاقتها الإنتاجية 230 ألف برميل في اليوم. كما ستكون المصفاة حجر الأساس للمنطقة الاقتصادية الخاصة بالدقم ومن المتوقع الانتهاء من تنفيذ المصفاة في الربع الأول من عام 2023م  

## أبرز منتجات المصفاة
ستصبح مصفاة الدقم أكبر مصفاة في عُمان عند إكتمالها، وتعمل على تشغيل المصفاة شركة مصفاة الدقم والصناعات البتروكيماوية (اوكيو8)، وتهدف المصفاة إلى إنتاج المقطرات الخفيفة إلى المتوسطة بكفاءة عالية، مع التركيز أيضاً على إنتاج النفتا، و وقود المحرّكات النفاثة، والديزل، والغاز النفطي المسال. وتضمّ المصفاة وحدة تكسير هيدروجيني، ووحدة لإزالة الكبريت بالهيدروجين، ووحدة للتفحيم المتأخر، بالإضافة إلى وحدة لاستخراج الكبريت، ووحدة لتوليد الهيدروجين، ووحدة للمعالجة بالميروكس 

## الموقع
تقع المصفاة في وسط المنطقة الاقتصادية الخاصة بالدقم والتي تتميز بموقعها الإستراتيجي المطل على أهم خطوط النقل البحري الدولي في بحر العرب والمحيط الهندي، حيث أن الموقع الإستراتيجي قيمة مضافة للمصفاة، وتقع المصفاة في محافظة الوسطى على الجانب الساحلي من جهة الغرب للسلطنة بمحاذاة بحر العرب وبالتحديد في ولاية الدقم التي تبعد تقريبا 600 كيلو متر إلى الجنوب من مسقط